# Abigail II: The Revenge
Abigail II: The Revenge deseti je studijski album danskog heavy metal-sastava King Diamond. Diskografska kuća Metal Blade Records objavila ga je 29. siječnja 2002. Ovaj album je nastavak albuma Abigail iz 1987. Abigail II: The Revenge prvi je album na kojem se pojavio gitarist Mike Wead, bubnjar Matt Thompson i prvi na kojem je svirao basist Hal Patino od albuma The Eye. Autor naslovnici je Travis Smith.

## Popis pjesama
Tekstovi: King Diamond, glazba: King Diamond, osim gdje je navedeno drugačije.
| 1.    | »Spare This Life«   |                | 1:44 |
| 2.    | »The Storm«         |                | 4:22 |
| 3.    | »Mansion in Sorrow« | Andy La Rocque | 3:36 |
| 4.    | »Miriam«            |                | 5:10 |
| 5.    | »Little One«        |                | 4:32 |
| 6.    | »Slippery Stairs«   | La Rocque      | 5:10 |
| 7.    | »The Crypt«         |                | 4:11 |
| 8.    | »Broken Glass«      |                | 4:14 |
| 9.    | »More than Pain«    |                | 2:31 |
| 10.   | »The Wheelchair«    |                | 5:19 |
| 11.   | »Spirits«           | La Rocque      | 4:58 |
| 12.   | »Mommy«             |                | 6:27 |
| 13.   | »Sorry Dear«        |                | 0:54 |
| 53:08 |                     |                |      |

## Zasluge
King Diamond
- King Diamond – vokal, klavijature, strune, čembalo, produkcija, miks
- Andy LaRocque – gitara, klavijature, strune, čembalo, produkcija
- Mike Wead – gitara
- Hal Patino – bas-gitara
- Matt Thompson – bubnjevi

Dodatni glazbenici
- Alyssa Biesenberger – vokal (na pjesmama 5., 12., 13.)

Ostalo osoblje
- Alex Solca – fotografije
- Travis Smith – naslovnica albuma
- Kol Marshall – produkcija, miks, inženjer zvuka, klavijature, strune, čembalo
- J.T. Longoria – drugi inženjer zvuka, digitalna montaža